# Гинеевский сельский совет (Харьковская область)
Гине́евский либо Генее́вский се́льский сове́т (укр. Генiївський) — входил до 2020 года в состав Змиёвского района Харьковской области Украины.
Административный центр сельского совета находился в селе Гине́евка.

## История
- 1922 год — дата образования данного сельского Совета (крестьянских) депутатов трудящихся на территории … волости в составе Змиевского уезда Харьковской губернии Украинской Советской Социалистической Республики.
- С марта 1923 года — в составе Змиевского района Харьковского округа, с февраля 1932 года — Харьковской области УССР.
- После 17 июля 2020 года в рамках административно-территориальной реформы по новому делению Харьковской области[10][11] сельсовет, как и весь Змиевской район Харьковской области, был ликвидирован; входящие совет населённые пункты и его территории были присоединены к ... территориальной общине Чугуевского района области.
- Сельсовет просуществовал 100 лет.

## Населённые пункты совета
- село Гине́евка[1][2][3][5][12][13][14] (укр. Гениевка)
- посёлок Да́чное
- посёлок За́нки
- посёлок Куро́ртное
- посёлок Украинское